# Station Falkirk High
Station Falkirk High is het belangrijkste spoorwegstation van de Schotse stad Falkirk. Het is gelegen aan de belangrijkste spoorlijn tussen Edinburgh en Glasgow, de Glasgow to Edinburgh via Falkirk Line.
Falkirk High ligt tegen een heuvel, in het zuiden van Falkirk. Vanaf het station kijkt men uit richting het stadscentrum. Overdag stoppen er doorgaans acht treinen per uur; vier in de richting Glasgow via Croy en evenzoveel richting Polmont, Linlithgow, Edinburgh Haymarket en eindbestemming Edinburgh Waverley.
Glasgow Queen Street · Croy · Falkirk High · Polmont · Linlithgow · Edinburgh Park · Haymarket · Edinburgh Waverley